# Ordre de la famille royale de Charles III
Ne doit pas être confondu avec Ordre de Charles III d'Espagne.
L'ordre de la famille royale de Charles III (en anglais : Royal Family Order of Charles III) est une distinction honorifique décernée aux membres féminins de la famille royale britannique par le roi Charles III.

## Histoire
L'ordre de la famille royale de Charles III est porté pour la première fois par la reine Camilla lors d'un banquet d'État en l'honneur de l'empereur du Japon le 25 juin 2024. L'ordre est ensuite porté par la princesse Anne, les duchesses d'Édimbourg et de Gloucester lors d'un banquet d'État en l'honneur de l'émir du Qatar le 3 décembre 2024. Les médias font écho que la décoration a également été remise à la princesse de Galles, qui l'arbore pour la première fois le 8 juillet 2025 à l'occasion d'un banquet d'État en l'honneur du président de la République française (la princesse, souffrant d'un cancer, n'ayant pas assisté aux précédentes réceptions).

## Description
L'ordre de la famille royale représente à l'avers le roi portant un manteau de cérémonie de l'amiral de la flotte de la Royal Navy avec le collier de l'ordre de la Jarretière, la chaîne royale de Victoria, le ruban de l'ordre royal de Victoria et les insignes de l'ordre du Bain et de l'ordre du Mérite, entre autres médailles. Il s'agit d'une peinture à l'huile d'Elizabeth Meek, réalisée d'après le portrait officiel du monarque pris par Hugo Burnand (en) en 2023. La miniature est bordée de diamants et surmontée d'une couronne Tudor dans un cadre en diamants et en or jaune.
Le revers comporte le monogramme royal de Charles III en or. Le ruban de soie est bleu pâle et formé d'un nœud réalisé par Philip Treacy (en), la couleur du ruban étant inspirée de celle de l'ordre de la famille royale de George V (1911). L'ordre est porté épinglé à la robe de la récipiendaire, sur l'épaule gauche.

## Récipiendaires
- 2024 : la reine Camilla (épouse de Charles III)[1]
- 2024 : la princesse Anne (sœur de Charles III)[2]
- 2024 : la duchesse d'Édimbourg (belle-sœur de Charles III)[2]
- 2024 : la duchesse de Gloucester (cousine par alliance de Charles III)[2]
- 2024 : la princesse de Galles (belle-fille de Charles III)[3]